# Бістріца (Мехедінць)
Бістріца (рум. Bistrița) — село у повіті Мехедінць в Румунії. Входить до складу комуни Хінова.
Село розташоване на відстані 262 км на захід від Бухареста, 11 км на південний схід від Дробета-Турну-Северина, 86 км на захід від Крайови.

## Населення
За даними перепису населення 2002 року у селі проживали 1345 осіб, з них 1343 особи (99,9%) румунів. Усі жителі села рідною мовою назвали румунську.